# 东部统计区
东部统计区是北馬其頓八个统计区之一，位于该国东部，与保加利亚接壤。

## 市镇
东部统计区包括11个市镇：
- 贝罗沃市镇
- 切希诺沃-奥布莱舍沃市镇
- 代尔切沃市镇
- 卡尔宾齐市镇
- 科查尼市镇
- 马其顿卡梅尼察市镇
- 佩赫切沃市镇
- 普罗比什蒂普市镇
- 什蒂普市镇
- 维尼察市镇
- 兹尔诺夫齐市镇